# Hjarup
Hjarup er en landsby lige syd for Primærrute 25 mellem Kolding og Vamdrup i Sydjylland med 391 indbyggere  (2025). Landsbyen ligger i Hjarup Sogn, Kolding Kommune, Region Syddanmark.
I Hjarup findes Hjarup Kirke og den fredede Hjarup Præstegård.
- Hjarup Præstegård
- Kirkeladen
- Cykeltunnel under Primærrute 25